# Tầng lớp Itaewon
Tầng lớp Itaewon, có tên gốc là Itaewon Class (tiếng Hàn: 이태원 클라쓰; Romaja: Itaewon Keullasseu) là một loạt phim truyền hình Hàn Quốc ra mắt năm 2020 với sự tham gia diễn xuất của dàn diễn viên gồm Park Seo-joon, Kim Da-mi, Yoo Jae-myung và Kwon Nara, với Kim Sung-yoon đảm nhiệm vai trò đạo diễn. Kịch bản phim được dựa trên Webtoon ăn khách cùng tên do tác giả kiêm biên kịch Jo Gwang Jin chắp bút, đây là bộ phim đầu tiên được sản xuất bởi công ty phân phối phim Showbox. Phim được công chiếu trên kênh truyền hình của đài JTBC và nền tảng dịch vụ xem phim trực tuyến Netflix với tập đầu tiên bắt đầu từ ngày 31 tháng 1 năm 2020 cho đến tập cuối vào ngày 21 tháng 3 cùng năm.

## Nội dung
Phim kể câu chuyện về cuộc đời và sự nghiệp của cựu tù nhân Park Sae-royi (Park Seo-joon đóng). Sae-royi có một cuộc sống đang yên bình thì bỗng chốc bị đảo lộn hoàn toàn và rơi vào bi kịch sau khi anh bị đuổi học khỏi trường cấp 3 vì đã đánh một kẻ bắt nạt có cha là nhà Tài phiệt kinh doanh trong giới ẩm thực để bảo vệ cho người bạn cùng lớp, cha anh sau đó cũng đột ngột qua đời vì một tai nạn xe hơi do chính người đã khiến anh bị đuổi học, bản thân Sae-royi phải vào tù vì tội mưu sát nhưng những kẻ thủ ác thì lại bình yên vô sự. Quyết không từ bỏ khát vọng sống, làm giàu cũng như sửa chữa lại những sai lầm của bản thân và cuộc đời, đồng thời nối tiếp sự nghiệp và ước mơ của cha mình để lại, sau khi ra tù, anh đã mở một quán nhậu mang tên DanBam ở khu phố Tây Itaewon sầm uất cùng với người quản lý và các nhân viên của mình, cố gắng hướng tới thành công, vươn tầm thương hiệu mình gây dựng và tiến tới tham vọng lật đổ đế chế của gia đình họ Jang - những kẻ đã đẩy cuộc đời Sae-royi vào những chuỗi bi kịch cay

## Diễn viên

### Vai chính
- Park Seo-joon vai Park Sae-royi [5]

Ông chủ, người sở hữu DanBam (tiền thân của tập đoàn công nghiệp thực phẩm, ẩm thực và dịch vụ ăn uống IC sau này), một quán nhậu ở khu phố Tây Itaewon. Khi còn trẻ, Sae-royi là một thanh niên mồ côi mẹ, sống với cha, thông minh nhưng có tính cách lạnh lùng, kiên quyết và cứng đầu, anh bị nhà trường đuổi học vì đã đánh con trai của chủ tịch Jang là Jang Geun-won, người khi đó đang bắt nạt bạn học cùng lớp, sau đó, cuộc sống của anh tiếp tục hứng chịu thêm bi kịch, buồn bã và sự đau khổ cực độ khi cha anh - người thân duy nhất còn lại trên đời, đột ngột qua đời sau một tai nạn giao thông do chính Jang Geun-won gây ra. Tức giận vì sự mất mát, anh đã tấn công Geun-won ở bệnh viện ngay trong ngày để tang cha, dẫn đến kết cục là ba năm tù giam vì tội mưu sát bất thành. Sau khi ra tù, nối tiếp sự nghiệp và ước mơ còn dang dở của cha mình, Sae-royi mở quán nhậu mang tên "DanBam" (có nghĩa là "Đêm ngọt ngào") ở Itaewon sau tròn 10 năm trời ấp ủ, xây dựng kế hoạch (10 năm đó bao gồm ba năm Sae-royi ngồi tù và bảy năm đi biển, làm việc trên tàu Viễn Dương), với mục đích phát triển, mở rộng quán thành một chuỗi các cửa hàng nhượng quyền lớn và tiến tới đánh bại Tập đoàn thực phẩm Jangga của chủ tịch Jang.
- Kim Da-mi vai Jo Yi-seo [6]

Người quản lý quán nhậu DanBam của Park Sae-royi. Mặc dù được chẩn đoán là người có khuynh hướng chống đối xã hội, Yi-seo là một cô gái đa tài và thông minh với chỉ số IQ lên tới 162. Cô trở về từ thành phố New York để tiếp tục công việc học tập tại Hàn Quốc. Cô cũng nổi tiếng trên các phương tiện truyền thông xã hội như một Blogger quyền lực và là người có sức ảnh hưởng lớn trên các trang mạng xã hội. Gặp gỡ và nảy sinh cảm tình với Sae-royi sau một biến cố nhỏ, kết hợp với tính cách, cá tính và tư duy của một cô gái luôn luôn thích đi ngược lại với những khuôn mẫu, quan niệm và giáo điều của xã hội truyền thống, cô tự nguyện bỏ học Đại học để làm việc cho Sae-royi với tư cách là người phụ trách chiến lược Marketing kiêm quản lý toàn thời gian của quán.
- Yoo Jae-myung vai Jang Dae-hee [7]

Chủ tịch và nhà sáng lập của Jangga - Đế chế kinh doanh thực phẩm và dịch vụ ăn uống lớn nhất tại Hàn Quốc. Chủ tịch Jang là một người đàn ông trung niên dày dạn kinh nghiệm trên thương trường cũng như cực kỳ quyền lực và có nhiều mối quan hệ rộng rãi, đặc biệt là ở trong giới doanh nhân và cảnh sát Hàn Quốc, tự lập, lạnh lùng, tàn nhẫn, mưu mẹo đồng thời sẵn sàng bất chấp các giá trị đạo đức, thao túng luật pháp của xã hội để đạt được mục đích của bản thân, ông là một trong những doanh nhân nổi tiếng bậc nhất xứ Kim Chi vì thành công trong việc đưa một quán nhậu nhỏ vô danh dưới gầm cầu trở thành một công ty nhượng quyền lớn. Trong những năm lãnh đạo Jangga, ông phát triển niềm tin mãnh liệt vào sức mạnh thao túng và quyền lực đồng tiền như là hai phương tiện chính để đạt được mục tiêu của mình. Ông có liên quan tới Sae-royi kể từ khi nhân vật chính xảy ra mâu thuẫn với con trai Geun-won ở trường trung học phổ thông và là tác nhân chính đẩy cuộc đời anh rơi vào bi kịch.
- Kwon Nara vai Oh Soo-ah [8]

Trưởng nhóm hoạch định chiến lược kinh doanh trong Tập đoàn thực phẩm Jangga, bạn học cùng lớp cũ và là mối tình đầu của Sae-royi. Bị mẹ bỏ rơi, Soo-ah lớn lên trong một trại trẻ mồ côi và trở nên thân thiết với cha của Sae-royi là Park Sung-yeol khi ông tham gia các dự án tình nguyện và tài trợ nhân đạo ở đây. Cô làm quen với Sae-royi, người cũng đã phải lòng cô, và yêu anh sau đó. Sau tai nạn xe hơi của cha Sae-royi, cô nhận được lời đề nghị trợ cấp Học bổng Đại học toàn phần từ chủ tịch Jang và sau khi tốt nghiệp thì trở thành nhân viên cấp cao trong công ty. Mặc dù đam mê công việc của mình, cô vẫn luôn bị giằng xé giữa lòng trung thành với Tập đoàn thực phẩm Jangga, với ân nhân của mình - chủ tịch Jang và tình yêu chân thành của cô dành cho Sae-royi.

### Vai phụ

#### Nhân viên DanBam
- Kim Dong-hee vai Jang Geun-soo[9]

Con trai thứ hai và là đứa con ngoài giá thú của chủ tịch Jang. Bạn cùng lớp của Yi-seo và nhân viên tại DanBam. Geun-soo luôn bị anh trai Geun-won bắt nạt và anh không bao giờ cảm thấy được yêu thương bởi chính cha và mẹ của mình. Khi 17 tuổi, anh rời khỏi gia đình và sống tự lập một mình từ đó. Sau khi làm phiền DanBam trong một sự cố, anh đã quyết định không theo học Đại học (giống như Yi-seo) để làm việc cho Sae-royi, người mà anh coi như là một "người trưởng thành thực sự" đồng thời chính Sae-royi cùng với các nhân viên đang làm việc tại DanBam đã cho Geun-soo cảm nhận được thế nào là tình cảm của một gia đình đích thực. Anh cũng phải lòng Yi-seo nhưng không được đáp lại.
- Ryu Kyung-soo vai Choi Seung-kwon[10]

Nhân viên tại DanBam. Seung-kwon là bạn tù của Sae-royi trong trại giam. Anh luôn bi quan, nghĩ rằng bản thân sẽ không bao giờ có thể có được một cuộc sống tốt đẹp hơn bên ngoài nhà tù, chính vì vậy, sau khi được thả, anh đã trở thành một tay xã hội đen dưới sự cầm quyền của một thủ lĩnh băng đảng, người cũng ở cùng phòng giam với anh và Sae-royi. Bảy năm sau, anh gặp lại Sae-royi trước sự ngạc nhiên, khi Sae-royi đã thành công và mở một quán nhậu ở Itaewon đúng như lời đã hứa trước đây. Ngưỡng mộ sâu sắc với lối sống và những định hướng trong tương lai của Sae-royi, anh từ bỏ công việc của một tay xã hội đen và bắt đầu làm việc tại DanBam.
- Lee Joo-young vai Ma Hyeon-yi[11]

Đầu bếp trưởng của DanBam. Hyun-yi lần đầu tiên gặp Sae-royi trong một nhà máy nơi hai người trước đây từng làm việc chung, nhiều năm trước khi DanBam được thành lập. Cô được thuê làm đầu bếp của DanBam vì Sae-royi thích các món ăn cô từng nấu cho anh khi đó. Mặc dù giới tính là nam, tuy nhiên Hyun-yi lại là một người đồng tính, và đang tiết kiệm tiền để tiến hành phẫu thuật chuyển giới, sống đúng với con người thật của chính mình.
- Chris Lyon vai Kim Toni[12]

Nhân viên bán thời gian tại DanBam, mang trong mình hai dòng máu Guinea và Hàn Quốc. Mặc dù không thể nói và hiểu tiếng Anh, Toni lại rất thông thạo tiếng Hàn, nhờ vào người cha Hàn Quốc và khoảng thời gian gần một năm sống ở Hàn, Toni cũng nói rất giỏi tiếng Pháp, ngôn ngữ mà anh sử dụng khi sống ở quê nhà Guinea.

#### Tập đoàn Jangga
- Ahn Bo-hyun vai Jang Geun-won[13]

Con trai cả của chủ tịch Jang và là người thừa kế của Tập đoàn thực phẩm Jangga. Geun-won là bạn cùng lớp của Sae-royi và Soo-ah ở trường trung học phổ thông, anh là một người tự cao tự đại, ngông cuồng, kiêu ngạo, ương ngạnh và thường xuyên bắt nạt bạn cùng lớp là Lee Ho-jin. Anh đã gây ra vụ tai nạn xe hơi kinh hoàng giết chết cha của Sae-royi, Sung-yeol. Anh phải lòng Soo-ah, luôn mong muốn có được tình cảm của cô nhưng chưa bao giờ được cô để ý hay coi trọng.
- Kim Hye-eun vai Kang Min-jeong[14]

Giám đốc điều hành của Tập đoàn thực phẩm Jangga, có người bố đã qua đời là cựu nhân viên thế hệ đầu tại nơi đây, đặc biệt, bố Min-jeong là một người bạn cực kỳ thân thiết cũng như là nhà đồng sáng lập nên tập đoàn Jangga cùng với chủ tịch Jang.
- Hong Seo-joon vai Mr. Kim[15]

Thư ký cấp cao của chủ tịch Jang.
- Yoo Da-mi vai Kim Sun-ae[16]

Thư ký của chủ tịch Jang.

#### Các nhân vật khác
- Lee David vai Lee Ho-jin[17]

Giám đốc đầu tư và bạn thân của Sae-royi. Ho-jin là bạn cùng lớp của Sae-royi, Soo-ah và Geun-won ở trường trung học phổ thông. Sau nhiều năm chịu đựng sự bắt nạt liên tục từ Geun-won, anh đỗ vào một trường Đại học danh tiếng với chuyên ngành Tài chính - Quản trị kinh doanh. Anh đã hợp sức cùng với bộ đôi Sae-royi - Yi-seo và giám đốc Kang Min-jeong để trả thù Geun-won và chủ tịch Jang.
- Kim Yeo-jin vai Jo Jeong-min[18]

Mẹ của Yi-seo, một bà mẹ đơn thân tham vọng, thực dụng và cầu toàn, luôn luôn yêu cầu cô phải là số 1, đồng thời, bà cũng áp đặt lên con gái mình những quy chuẩn khắt khe như phải đỗ đại học danh giá, học vấn cao cũng như có một cuộc sống hạnh phúc theo đúng chuẩn mực chung của xã hội Hàn Quốc truyền thống.
- Yoon Kyung-ho vai Oh Byeong-heon[19]

Thám tử phụ trách điều tra vụ án của Geun-won, đã từng là một sĩ quan cảnh sát liêm chính, tuy nhiên, do quá thất vọng và phẫn nộ với cách cơ quan công quyền đồng lõa với chủ tịch Jang để che giấu và chạy tội cho Geun-won, anh quyết định từ bỏ nghề cảnh sát và sau đó mở một công ty chuyên cung cấp thực phẩm.
- Kim Mi-kyeong vai Kim Soon-rye[20]

Bà nội của Kim Toni, bà trùm bất động sản nay đã nghỉ hưu, người từng cấp vốn kinh doanh cho chủ tịch Jang Dae-hee khi ông còn trẻ và Jangga khi đó mới chỉ là một quán nhậu bé nhỏ dưới gầm cầu.
- Won Hyun-joon vai Kim Hee-hoon

Ông trùm xã hội đen, người từng ngồi tù chung với Park Sae-royi và Choi Seung-kwon.
- Han Hye-jin vai Kook Bok-hee

Nữ sinh học cùng lớp với Yi-seo, con gái của một quan chức cấp cao, thích bắt nạn bạn bè cùng lớp và có tính cách tương đối giống với Jang Geun-won. Bok-hee cũng chính là người đã báo cáo với cảnh sát về chuyện uống rượu khi chưa đủ tuổi của bộ đôi Yi-seo - Geun-soo, dẫn đến hàng loạt những biến cố xảy đến sau đó.

### Các khách mời xuất hiện đặc biệt
- Laboum Ahn Sol-bin vai bạn học cùng lớp cũ của Park Sae-royi (tập 1)[21]

Một nữ sinh cùng lớp ở trường cấp 3 cũ của Sae-royi, cô phải lòng anh, chủ động tỏ tình với Sae-royi nhưng cuối cùng lại bị anh từ chối.
- Son Hyun-joo vai Park Sung-yeol (tập 1,2,15)[22]

Cha của Sae-royi và cựu nhân viên cấp cao của Tập đoàn thực phẩm Jangga, ông làm việc dưới trướng chủ tịch Jang và là một trong những lớp nhân viên thuộc thế hệ đầu tiên khi Jangga mới được thành lập. Ông luôn dạy Sae-royi phải giữ vững niềm tin của mình để đấu tranh cho những gì đúng đắn và xứng đáng. Ông từ bỏ chức vụ trưởng phòng tại Tập đoàn thực phẩm Jangga để bảo vệ và ủng hộ cậu con trai của mình. Ông qua đời sau một tai nạn xe do Jang Geun-won gây ra.
- Hong Seok-cheon vai chính mình (tập 2,4,16)[23]

Chủ của một quán bar ở Itaewon, ban đầu là người quen của Soo-ah, về sau quen biết cả Sae-royi cùng với các nhân viên của DanBam, Sae-royi đã từng ghé thăm quán của Seok-cheon hai lần (7 năm trước, khi Sae-royi chuẩn bị lên làm việc trên tàu Viễn Dương và sau khi DanBam được mở). Seok-cheon chơi thân đồng thời thường hay cho Sae-royi một số lời khuyên trong công việc kinh doanh, Seok-cheon cũng là một người đồng tính giống như Ma Hyeon-yi.
- Yoon Park vai Kim Sung-hyun (tập 3)[24]

Người bạn lớn tuổi của Geun-soo, đến DanBam cùng với Geun-soo và Yi-seo sau đó gây ra vụ ẩu đả với nhân viên quán vì say rượu, hai người còn lại về sau cũng bị cảnh sát bắt vì lỗi uống rượu khi chưa đủ tuổi.
- Cha Chung-hwa vai vợ của một quan chức cấp cao (tập 3)[25]

Mẹ của một học sinh chuyên bắt nạt - Bok-hee, người có hành vi xấu bị Yi-seo bí mật ghi hình lại bằng điện thoại và phát tán lên mạng xã hội dẫn đến việc Bok-hee bị xã hội tẩy chay, bị nhà trường đuổi học và không thể tốt nghiệp.
- Im Soe-un vai bạn của Bok-hee (tập 5)[26]

Cô đã cùng với Bok-hee và một vài người bạn khác của mình cố gắng tấn công Yi-seo khi họ gặp lại nhau sau vài tháng tốt nghiệp trung học phổ thông vì mâu thuẫn cũ nhưng không thành.
- Jung Yoo-min vai đối tượng xem mắt của Geun-won (tập 6)[27]

Con gái chủ tịch của một công ty dược phẩm, người đã cùng Geun-won tham gia vào một cuộc hẹn hò giấu mặt được sắp xếp bởi cha của anh.
- Seo Eun-soo vai người xin việc bán thời gian (tập 6)[28]

Người quen của Sae-royi. Cô đã nộp đơn xin việc mà cuối cùng được đề nghị cho Kim Toni. Yi-seo quyết định không thuê cô vì ghen tị với mối quan hệ thân thiết của cô với Sae-royi.
- Park Bo-gum vai chính mình (tập 16)

Nhân viên đầu bếp được Oh Soo-ah và Hong Seok-cheon trực tiếp tuyển dụng sau khi cô rời khỏi Jangga, nhận được vốn đầu tư từ chính Seok-cheon và tự khởi nghiệp kinh doanh, mở một nhà hàng của riêng mình.
- Kim Ji Young vai Soo Ah thời niên thiếu (tập 6)

## Quá trình sản xuất
Buổi gặp mặt và đọc kịch bản đầu tiên diễn ra vào tháng 8 năm 2019 tại tòa nhà trụ sở chính của đài JTBC ở quận Sangam-dong, Seoul, Hàn Quốc.

## Nhạc phim
Phần 1
| 31 tháng 1 năm 2020 | 31 tháng 1 năm 2020         | 31 tháng 1 năm 2020 | 31 tháng 1 năm 2020 | 31 tháng 1 năm 2020 | 31 tháng 1 năm 2020 |
| STT                 | Nhan đề                     | Phổ lời             | Phổ nhạc            | Nghệ sĩ             | Thời lượng          |
| ------------------- | --------------------------- | ------------------- | ------------------- | ------------------- | ------------------- |
| 1.                  | "Still Fighting It"         | Ben Folds           | Ben Folds           | Lee Chan-sol        | 5:20                |
| 2.                  | "Still Fighting It" (Inst.) |                     | Ben Folds           |                     | 5:20                |
| Tổng thời lượng:    | Tổng thời lượng:            | Tổng thời lượng:    | Tổng thời lượng:    | Tổng thời lượng:    | 10:40               |

Phần 2
| 1 tháng 2 năm 2020 | 1 tháng 2 năm 2020   | 1 tháng 2 năm 2020 | 1 tháng 2 năm 2020 | 1 tháng 2 năm 2020 | 1 tháng 2 năm 2020 |
| STT                | Nhan đề              | Phổ lời            | Phổ nhạc           | Nghệ sĩ            | Thời lượng         |
| ------------------ | -------------------- | ------------------ | ------------------ | ------------------ | ------------------ |
| 1.                 | "Start Over" (시작)  | Seo Dong-sung      | Park Sung-il       | Gaho               | 3:20               |
| 2.                 | "Start Over" (Inst.) |                    | Park Sung-il       |                    | 3:20               |
| Tổng thời lượng:   | Tổng thời lượng:     | Tổng thời lượng:   | Tổng thời lượng:   | Tổng thời lượng:   | 6:40               |

Phần 3
| 7 tháng 2 năm 2020 | 7 tháng 2 năm 2020     | 7 tháng 2 năm 2020     | 7 tháng 2 năm 2020 | 7 tháng 2 năm 2020       | 7 tháng 2 năm 2020 |
| STT                | Nhan đề                | Phổ lời                | Phổ nhạc           | Nghệ sĩ                  | Thời lượng         |
| ------------------ | ---------------------- | ---------------------- | ------------------ | ------------------------ | ------------------ |
| 1.                 | "Stone Block" (돌덩이) | Gwang Jin Lee Chi-hoon | Park Sung-il       | Ha Hyun-woo (Guckkasten) | 3:29               |
| 2.                 | "Stone Block" (Inst.)  |                        | Park Sung-il       |                          | 3:29               |
| Tổng thời lượng:   | Tổng thời lượng:       | Tổng thời lượng:       | Tổng thời lượng:   | Tổng thời lượng:         | 6:58               |

Phần 4
| 8 tháng 2 năm 2020 | 8 tháng 2 năm 2020               | 8 tháng 2 năm 2020 | 8 tháng 2 năm 2020 | 8 tháng 2 năm 2020 | 8 tháng 2 năm 2020 |
| STT                | Nhan đề                          | Phổ lời            | Phổ nhạc           | Nghệ sĩ            | Thời lượng         |
| ------------------ | -------------------------------- | ------------------ | ------------------ | ------------------ | ------------------ |
| 1.                 | "Our Souls at Night" (우리의 밤) | Lee Chi-hoon       | Park Sung-il       | Sondia             | 4:44               |
| 2.                 | "Our Souls at Night" (Inst.)     |                    | Park Sung-il       |                    | 4:44               |
| Tổng thời lượng:   | Tổng thời lượng:                 | Tổng thời lượng:   | Tổng thời lượng:   | Tổng thời lượng:   | 9:28               |

Phần 5
| 14 tháng 2 năm 2020 | 14 tháng 2 năm 2020        | 14 tháng 2 năm 2020      | 14 tháng 2 năm 2020 | 14 tháng 2 năm 2020 | 14 tháng 2 năm 2020 |
| STT                 | Nhan đề                    | Phổ lời                  | Phổ nhạc            | Nghệ sĩ             | Thời lượng          |
| ------------------- | -------------------------- | ------------------------ | ------------------- | ------------------- | ------------------- |
| 1.                  | "You Make Me Back"         | Oh Hyun-joo Kim Jin-hoon | Kim Jin-hoon        | Woosung             | 3:15                |
| 2.                  | "You Make Me Back" (Inst.) |                          | Kim Jin-hoon        |                     | 3:15                |
| Tổng thời lượng:    | Tổng thời lượng:           | Tổng thời lượng:         | Tổng thời lượng:    | Tổng thời lượng:    | 6:30                |

Phần 6
| 15 tháng 2 năm 2020 | 15 tháng 2 năm 2020               | 15 tháng 2 năm 2020 | 15 tháng 2 năm 2020 | 15 tháng 2 năm 2020 | 15 tháng 2 năm 2020 |
| STT                 | Nhan đề                           | Phổ lời             | Phổ nhạc            | Nghệ sĩ             | Thời lượng          |
| ------------------- | --------------------------------- | ------------------- | ------------------- | ------------------- | ------------------- |
| 1.                  | "Someday, The Boy" (그때 그 아인) | Seo Dong-sung       | Park Sung-il        | Kim Feel            | 4:48                |
| 2.                  | "Someday, The Boy" (Inst.)        |                     | Park Sung-il        |                     | 4:48                |
| Tổng thời lượng:    | Tổng thời lượng:                  | Tổng thời lượng:    | Tổng thời lượng:    | Tổng thời lượng:    | 9:36                |

Phần 7
| Released on 21 tháng 2 năm 2020 | Released on 21 tháng 2 năm 2020          | Released on 21 tháng 2 năm 2020 | Released on 21 tháng 2 năm 2020 | Released on 21 tháng 2 năm 2020 | Released on 21 tháng 2 năm 2020 |
| STT                             | Nhan đề                                  | Phổ lời                         | Phổ nhạc                        | Nghệ sĩ                         | Thời lượng                      |
| ------------------------------- | ---------------------------------------- | ------------------------------- | ------------------------------- | ------------------------------- | ------------------------------- |
| 1.                              | "Are We Just Friends?" (우린 친구뿐일까) | Seo Dong-sung                   | Park Sung-il                    | Sondia                          | 3:48                            |
| 2.                              | "Maybe"                                  | Sondia Miriam                   | Park Sung-il                    | Sondia                          | 3:48                            |
| 3.                              | "Defence"                                |                                 | Park Sung-il Fraktal            |                                 | 1:22                            |
| 4.                              | "Are We Just Friends?" (Inst.)           |                                 | Park Sung-il                    |                                 | 3:48                            |
| Tổng thời lượng:                | Tổng thời lượng:                         | Tổng thời lượng:                | Tổng thời lượng:                | Tổng thời lượng:                | 12:46                           |

Phần 8
| Released on 22 tháng 2 năm 2020 | Released on 22 tháng 2 năm 2020 | Released on 22 tháng 2 năm 2020 | Released on 22 tháng 2 năm 2020 | Released on 22 tháng 2 năm 2020 | Released on 22 tháng 2 năm 2020 |
| STT                             | Nhan đề                         | Phổ lời                         | Phổ nhạc                        | Nghệ sĩ                         | Thời lượng                      |
| ------------------------------- | ------------------------------- | ------------------------------- | ------------------------------- | ------------------------------- | ------------------------------- |
| 1.                              | "Say"                           | Seo Dong-sung Lee Chi-hoon      | Park Sung-il                    | Yoon Mi-rae                     | 4:20                            |
| 2.                              | "Say" (Inst.)                   |                                 | Park Sung-il                    |                                 | 4:20                            |
| Tổng thời lượng:                | Tổng thời lượng:                | Tổng thời lượng:                | Tổng thời lượng:                | Tổng thời lượng:                | 8:40                            |

Phần 9
| Released on 29 tháng 2 năm 2020 | Released on 29 tháng 2 năm 2020 | Released on 29 tháng 2 năm 2020 | Released on 29 tháng 2 năm 2020 | Released on 29 tháng 2 năm 2020 | Released on 29 tháng 2 năm 2020 |
| STT                             | Nhan đề                         | Phổ lời                         | Phổ nhạc                        | Nghệ sĩ                         | Thời lượng                      |
| ------------------------------- | ------------------------------- | ------------------------------- | ------------------------------- | ------------------------------- | ------------------------------- |
| 1.                              | "With Us"                       | Taibian                         | Taibian Baaq CHKmate            | Verivery                        | 4:17                            |
| 2.                              | "With Us" (Inst.)               |                                 | Taibian Baaq CHKmate            |                                 | 4:17                            |
| Tổng thời lượng:                | Tổng thời lượng:                | Tổng thời lượng:                | Tổng thời lượng:                | Tổng thời lượng:                | 8:34                            |

Phần 10
| Released on 13 tháng 3 năm 2020 | Released on 13 tháng 3 năm 2020 | Released on 13 tháng 3 năm 2020 | Released on 13 tháng 3 năm 2020 | Released on 13 tháng 3 năm 2020 | Released on 13 tháng 3 năm 2020 |
| STT                             | Nhan đề                         | Phổ lời                         | Phổ nhạc                        | Nghệ sĩ                         | Thời lượng                      |
| ------------------------------- | ------------------------------- | ------------------------------- | ------------------------------- | ------------------------------- | ------------------------------- |
| 1.                              | "Sweet Night"                   | Hiss Noise V (BTS)              | Hiss Noise V (BTS)              | V (BTS)                         | 3:29                            |
| 2.                              | "Sweet Night" (Inst.)           |                                 | Hiss Noise V (BTS)              |                                 | 3:29                            |
| Tổng thời lượng:                | Tổng thời lượng:                | Tổng thời lượng:                | Tổng thời lượng:                | Tổng thời lượng:                | 6:58                            |

## Tỷ lệ người xem
| Mùa | Mùa | Số tập | Số tập | Số tập | Số tập | Số tập | Số tập | Số tập | Số tập | Số tập | Số tập | Số tập | Số tập | Số tập | Số tập | Số tập | Số tập | Trung bình |
| Mùa | Mùa | 1      | 2      | 3      | 4      | 5      | 6      | 7      | 8      | 9      | 10     | 11     | 12     | 13     | 14     | 15     | 16     | Trung bình |
| --- | --- | ------ | ------ | ------ | ------ | ------ | ------ | ------ | ------ | ------ | ------ | ------ | ------ | ------ | ------ | ------ | ------ | ---------- |
|     | 1   | 1.261  | 1.371  | 1.977  | 2.500  | 2.852  | 3.085  | 3.026  | 3.254  | 3.612  | 3.803  | 3.514  | 3.530  | 3.321  | 3.785  | 3.841  | 4.425  | 3.072      |

| 1 | 31 tháng 1 năm 2020 | 4,983%  | 5,283%  |
| 2 | 1 tháng 2 năm 2020  | 5,330%  | 5,634%  |
| 3 | 7 tháng 2 năm 2020  | 8,013%  | 8,253%  |
| 4 | 8 tháng 2 năm 2020  | 9,382%  | 10,692% |
| 5 | 14 tháng 2 năm 2020 | 10,716% | 11,986% |
| 6 | 15 tháng 2 năm 2020 | 11,608% | 12,636% |
| 7 | 21 tháng 2 năm 2020 | 12,289% | 13,215% |
| 8 | 22 tháng 2 năm 2020 | 12,562% | 13,990% |
| 9 | 28 tháng 2 năm 2020 | 13,965% | 14,903% |
| 10 | 29 tháng 2 năm 2020 | 14,760% | 16,160% |
| 11 | 6 tháng 3 năm 2020  | 13,798% | 15,496% |
| 12 | 7 tháng 3 năm 2020  | 13,398% | 14,817% |
| 13 | 13 tháng 3 năm 2020 | 13,101% | 14,344% |
| 14 | 14 tháng 3 năm 2020 | 14,197% | 15,568% |
| 15 | 20 tháng 3 năm 2020 | 14,661% | 16,012% |
| 16 | 21 tháng 3 năm 2020 | 16,548% | 18,328% |
| Trung bình | Trung bình          | 11,832% | 12,957% |
| - Trong bảng trên đây, số màu xanh biểu thị cho tỷ lệ người xem thấp nhất và số màu đỏ biểu thị cho tỷ lệ người xem cao nhất:. - Bộ phim này được phát sóng trên hệ thống các kênh truyền hình cáp/trả phí nên số lượng người xem thấp hơn so với truyền hình miễn phí (ví dụ như KBS, SBS, MBC hay EBS). |                     |         |         |